# Викенд
Викенд представља период од најчешће два нерадна дана у седмици. Ријеч „викенд” је настала од енглеске сложенице „Weekend” што у преводу значи „крај седмице”, али се то у различитим културама интерпретира на различите начине. У хришћанским земљама то представља суботу и недељу, у исламским четвртак и петак, док у Израелу то представља петак и суботу.
Викенди традиционално представљају дане за одмор, и најчешће су обавезни нерадни дани. Ово нарочито важи за недељу, али многи послодавци упошљавају своје раднике суботом, а неки чак и недељом. Пошто се на ово гледа као на посебан терет, ови дани су обично више плаћени него остали дани седмице, или се заузврат радници ослобађају одговарајућег броја радних дана у остатку седмице.

## Историја
Гледано религијски, не постоји правило да субота и недеља морају бити нерадни дани. Код Јевреја, последњи дан у седмици је субота а код хришћана недеља, док је код муслимана то петак. Код све три групе тај дан је „свети дан”, и представља одмор Бога, не људи (у православних десет божијих заповијести, четврта заповијест гласи „Шест дана ради, седми дан је одмор Господу Богу твоме”, слично и у другим религијама).
Календар француске револуције, међутим, предвиђао је један у десет дана који је нерадан, док је Календар совјетске револуције предвиђао један у пет дана који је нерадан. Рани индустријски период у Европи је предвиђао шест радних дана и седми (недеља) нерадни, а крајем деветнаестог и почетком двадесетог вијека, раднички покрети су се изборили за пет радних дана и последња два нерадна.
У Југославији, између два рата је уведен „Енглески викенд” који се састојао у томе да се суботом поподне не ради. Тада су и канцеларије имале двократно радно време од 7 до 12 и од 16 до 19 часова. Већини радника је радно место било близу куће па се пауза за ручак од 12 до 16 часова користила за исхрану и одмор.
Петодневна радна недеља, у Југославији, је уведена шездесетих година са скраћенјем радног времена са 48 на 42 радна сата.
Петодневна радна недеља за школе је уведена још касније, при чему је било много отпора „деца ће за два дана заборавити да уопште иду у школу!”

## Утицај на економију
Са једне стране, појавом викенда као периода нерадних дана, радници су добили више слободног времена. Ово слободно вријеме се најчешће користи за одмор и рекреацију, али и за путовања и посјете. У току овако потрошеног времена људи обично троше више новца на разоноду, што је у неким државама свијета довело до закона да ни продавцима није дозвољено да раде овим данима, ради смањења опште потрошње. Ови закони се током времена користе све мање и мање, у корист јачања потрошачког друштва.
Са друге стране, послодавци су изгубили више дана у седмици, чиме се наоко губи на продуктивности. Међутим, постоје мишљења по којим се тиме ништа не губи јер радници долазе свјежи на посао након два нерадна дана, као и да се на тај начин повећава општа потрошња која доводи до веће зараде произвођача.